# 아이큐 (영화)
《아이큐》(영어: I.Q.)은 1994년에 개봉한 미국의 로맨틱 코미디 영화이다. 프레드 스켑시가 연출하고, 팀 로빈스, 메그 라이언, 월터 매사우 등이 출연하였다.

## 줄거리
1950년대에 자동차 정비공 에드는 실험 심리학 교수를 약혼자로 둔 프린스턴 대학교 수학 박사 학위 후보생 캐서린을 보고 첫눈에 반한다. 캐서린의 삼촌인 알베르트 아인슈타인, 그리고 쿠르트 괴델 등 그의 과학자 친구 무리는 캐서린을 가정에 들어앉히려고 하는 꽉 막힌 현 약혼자보다 에드가 더 괜찮은 상대라고 여기고 에드를 도와주기로 한다. 이들은 캐서린의 관심을 유발하기 위해 캐서린이 에드가 상온 핵융합을 동력으로 움직이는 우주선을 고안한 IQ 186의 천재라고 믿게 만든다.

## 출연진
- 팀 로빈스 - 에드 월터스 역
- 메그 라이언 - 캐서린 보이드 역
- 월터 매사우 - 알베르트 아인슈타인 역
- 루 저코비 - 쿠르트 괴델 역
- 진 색스 - 보리스 포돌스키 역
- 조지프 마허 - 네이선 리프크넥트 역
- 스티븐 프라이 - 제임스 모얼런드 역
- 대니얼 본바건 - 비밀경호국 요원 역
- 토니 셜루브 - 밥 로제티 역
- 프랭크 훼일리 - 프랭크
- 찰스 더닝 - 루이스 뱀버거 역
- 킨 커티스 - 드와이트 D. 아이젠하워 역
- 앨리스 플레이튼 - 그레천 역
- 그레그 거먼 - 빌리 라일리 역

## 우리말 녹음
MBC 성우진
- 오세홍 - 에드(팀 로빈스)
- 송도영 - 캐서린(메그 라이언)
- 황원 - 아인슈타인 박사(월터 매사우)
- 황일청 - 아이젠하워 대통령(킨 커티스)
- 한상혁 - 루이스(찰스 더닝)
- 김용식 - 네이선(조지프 마허)
- 권혁수 - 제임스(스티븐 프라이)
- 안장혁 - 보리스(진 색스)
- 박지훈 - 쿠르트(루 저코비)
- 김영선 - 프랭크(프랭크 훼일리)
- 이철용 - 밥(토니 셜루브)
- 엄태국 - 사회자(루이스 J. 스태들런)
- 김기철 - 실험자(대니 존)
- 김아영 - 로즈(헬렌 핸프트)
- 송준석 - 백악관 경호원(대니얼 본바건)